# Подводные лодки типа «Ронис»
Подводные лодки типа «Ро́нис» — серия из двух торпедных подводных лодок, построенных во Франции для ВМС Латвии в 1925—1927 годах. Вскоре после входа Латвии в СССР субмарины были зачислены в состав Балтийского флота.

## История создания
14 июля 1923 года Кабинет Министров Латвийской республики принял программу судостроения, которая в том числе предусматривала строительство двух подводных лодок.
Проект подводных лодок «Луар-Симонэ» (фр. «Loire-Simonet») для Латвийского флота был разработан Жаном Симонэ и компанией «Атель э Шантье де ла Луар» (фр. «Ateliers et Chantiers de la Loire») в Нанте. Строительство началось в 1925 году. Одна из лодок (будущий «Ронис») строилась на верфи «Атель э Шантье де ла Луар» в Нанте, вторая — на верфи «Атель э Шантье Августин Норман» (фр. «Ateliers et Chantiers Augustin Normand») в Гавре. В 1926 году лодки были спущены на воду, а в 1927 году вошли в состав флота Латвии под именами «Ро́нис» (латыш. Ronis — тюлень) и «Спи́дола» (латыш. Spīdola — героиня латышского эпоса о Лачплесисе).

## Конструкция

### Корпус
Тип «Ронис» был похож на другие французские проекты 1920—1930 годов. Проект имел двухкорпусную конструкцию с широкими булями в средней части. Лодки были довольно узкими: длина корпуса составляла 55 метров, ширина — 4,6 метра. Рабочая глубина погружения устанавливалась в 55 метров, максимальная — в 70 метров. Перископная глубина — 10 метров. Лодки типа «Ронис» выгодно отличались небольшим временем погружения: на глубину 10 метров за 37 секунд, на глубину 14 метров — за 50 секунд, тогда как хорошим временем в то время считалось погружение за 1,5-2 минуты.
Лодки относились к классу средних подводных лодок и предназначались для позиционной службы на Балтике.

### Вооружение
Основным вооружением лодок типа «Ронис» были торпеды. Размещение торпедных аппаратов было таким же, как в других французских проектах 1920-х годов. В других странах такое расположение не применялось. Лодки имели два носовых торпедных аппарата калибра 450 миллиметров с двумя торпедами в аппаратах и двумя запасными. Одна из этих четырёх торпед была учебной. На палубе перед рубкой и за ней располагались две поворотные торпедные установки из двух аппаратов каждая. Перезарядка этих аппаратов была возможна только на базе. За рубкой устанавливалось универсальное орудие калибра 76,5 мм производства фирмы «Шкода». Также, в арсенал субмарин входили по два ручных пулемёта калибра 7,71 мм.

## Представители
| Название | Закладка | Спуск на воду       | Ввод в строй | Окончание службы                   |
| -------- | -------- | ------------------- | ------------ | ---------------------------------- |
| Ронис    | 1925 год | 1 июля 1926 года    | 1927 год     | взорваны в Лиепае в июне 1941 года |
| Спидола  | 1925 год | 6 октября 1926 года | 1927 год     | взорваны в Лиепае в июне 1941 года |